# 松崎陣屋
松崎陣屋（まつざきじんや）は、福岡県小郡市松崎（筑後国御原郡松崎）にあった陣屋。江戸時代前期、久留米藩の支藩・松崎藩が藩庁として建設した。

## 歴史
寛文8年（1668年）、久留米藩第2代藩主有馬忠頼の養子である有馬豊祐（豊範）が、第3代藩主有馬頼利の遺領のうち筑後国御原郡に1万石を分知されたのが、松崎藩の立藩である。
寛文8年（1668年）12月、はじめて所領に入った豊祐は、まず御原郡横隈（現：小郡市横隈）の館に入るが、松崎の地を治所と定め、寛文9年（1669年）春から居館の建設に着手した。4か年をかけて寛文12年（1672年）に完成した松崎陣屋（松崎館）は二重の濠をめぐらせた大規模なものであった。
寛文13年/延宝元年（1673年）には豊祐の命により、山家宿（現：筑紫野市山家）から松崎城下を経由して府中宿（現：久留米市御井町）に至る松崎街道（松崎往還、新筑前街道）が開設された。延宝2年（1674年）には松崎街道が参勤交代路として定められ、陣屋の東に松崎宿が整備された。松崎街道は薩摩街道の一部であり、松崎宿は薩摩街道と秋月街道の交わる地点としても繁栄することになる。
貞享元年（1684年）、豊祐の義兄にあたる土方雄隆（陸奥窪田藩主）が家中騒動から改易処分を受けたのに連座して、豊祐も改易され、久留米藩預けとなった。これにともなって松崎陣屋は破却され、廃城になった。
現在、主郭の跡地には福岡県立三井高等学校がある。